# Jáchym
Jáchym je mužské rodné jméno hebrejského původu (hebrejsky: יְהוֹיָקִים, Jehojakim, vykládá se jako „bude Bohem vyvýšen“). Podle českého kalendáře má svátek 16. srpna.
Ženskou variantou je Jáchyma.
Domácká varianta jména je například Jáchymek, Jáchy, Jáško, Chym, Jája, Jácha nebo Jáša.

## Statistické údaje
Následující tabulka uvádí četnost jména v ČR a pořadí mezi mužskými jmény ve srovnání dvou roků, pro které jsou dostupné údaje MV ČR – lze z ní tedy vysledovat trend v užívání tohoto jména:
| Rok       | Četnost    | Pořadí    |
| 1999      | 369        | 234.      |
| 2002      | 477        | 214.      |
| Porovnání | o 108 více | o 20 lépe |
| 2006      | 1138       | 162.      |

Změna procentního zastoupení tohoto jména mezi žijícími muži v ČR (tj. procentní změna se započítáním celkového úbytku mužů v ČR za sledované tři roky 1999-2002) je +30,2%, což svědčí o značném nárůstu obliby tohoto jména.
Jméno Jáchyma má v České republice pouze jedinou nositelku.

## Jáchym v jiných jazycích
- Slovensky, německy, polsky, francouzsky, anglicky: Joachim
- Italsky: Gioacchino nebo Giovacchino
- Španělsky: Joaquín
- Portugalsky: Joaquim
- Rusky: Iakim nebo Ioakim
- Maďarsky, švédsky, dánsky, norsky, srbsky, chorvatsky: Joakim

## Známí nositelé jména
historické postavy
- Svatý Jáchym – podle legendy otec Panny Marie
- Jójakím – král samostatného Judského království z davidovské dynastie
- Jáchym Arnošt Anhaltský (1536–1586) – princ askánský a vévoda Anhaltský
- Jáchym z Fiore (1135-1202) – italský mystik
- Jáchym Ondřej Šlik – jeden ze 27 popravených českých pánů
- Jáchym Šlik - český šlechtic
- Joachim I. a Joachim II. – braniborští kurfiřti

moderní osoby
- Jáchym – český pravoslavný biskup
- Joachim Barrande – francouzský paleontolog
- Joachim Löw – německý fotbalový trenér
- Joachim Seyppel – německý spisovatel
- Jáchym Topol – český básník, prozaik a hudebník